# 665 Sabine
665 Sabine eller 1908 DK är en asteroid i huvudbältet, som upptäcktes 22 juli 1908 av den tyske astronomen Karl Wilhelm Lorenz i Heidelberg. Ursprunget till namnet är okänt.
Asteroiden har en diameter på ungefär 51 kilometer.